# La Vérité sur Bébé Donge (film)
Pour le roman, voir La Vérité sur Bébé Donge.
Pour plus de détails, voir Fiche technique et Distribution.
La Vérité sur Bébé Donge est un film français d'Henri Decoin, avec Jean Gabin et Danielle Darrieux sorti en 1952 et adapté du roman éponyme de Georges Simenon paru en 1942.

## Synopsis
Élisabeth d'Onneville, dite « Bébé », a empoisonné son époux François Donge, un riche industriel provincial. Sur son lit de clinique, François revit ses années passées. Coureur de femmes, il a épousé Élisabeth dix ans plus tôt par convenance et curiosité pour cette étrange jeune fille bien plus que par amour. Passionnée, Bébé envisageait quant à elle le mariage comme l'accomplissement d'un idéal de partage amoureux. Elle s'est rapidement sentie déçue par l'incompréhension et même le cynisme de son mari, qui a continué d'avoir des maîtresses, en n'y attachant pas d'importance. François se meurt d'une néphrite suraiguë. Avant qu'on lui administre une injection létale, il avoue son amour à Bébé. Comme absente, cette dernière lui répond qu'elle ne l'aime plus. Désormais insensible à tout, elle suit docilement le juge d'instruction venu l'arrêter.

## Fiche technique
- Réalisation : Henri Decoin
- Scénario : Maurice Aubergé d'après le roman La Vérité sur Bébé Donge de Georges Simenon
- Adaptation et Dialogue : Maurice Aubergé
- Assistants réalisateur : Fabien Collin et Henri Beaumont
- Images : Léonce-Henri Burel
- Opérateur : Henri Raichi, assisté de Roger Tellier et Jean Charvein
- Musique : Jean-Jacques Grunenwald, musique et enregistrement Jacques Carrère
- Son : Constantin Evangelou
- Enregistrement sonore : Société nouvelle cinématographique de sonorisation "Recording"
- Costumes : Pierre Balmain pour les robes de Danielle Darrieux
- Script-girl : Suzanne Durrenberger
- Décors : Jean Douarinou, assisté de Jean-Paul Coutant-Laboureur et Eugène Roman
- Montage : Annick Millet, Denise Reiss et Augustine Richard
- Tirage : Laboratoire G.T.C Joinville
- Format : Format 35 mm - 1,37 - noir et blanc - son mono
- Tournage : du 1er octobre au 1er décembre 1951
- Lieux de tournage : intérieurs dans les studios de la Victorine à Nice ; extérieurs à Paris, Nice et Draguignan.
- Production : UGC
- Chef de production : André Halley des Fontaines
- Directeur de production : François Carron
- Distribution : Alliance Générale de Distribution Cinématographique (AGDC) - Télédis
- Pays de production :  France
- Langue : Français
- Durée : 110 minutes
- Genre : Drame
- Visa d'exploitation : 11.896
- Date de sortie :
  - France : 13 février 1952
- Affiche : Henri Cerutti (France)

## Distribution
| - Jean Gabin : François Donge, riche industriel - Danielle Darrieux : Élisabeth Donge, dite "Bébé" - Daniel Lecourtois : Georges Donge, frère de François - Claude Génia : Jeanne Donge, soeur d'Élisabeth et épouse de Georges - Gabrielle Dorziat : Mme d'Ortemont, la marieuse - Madeleine Lambert : Mme d'Onneville, mère d'Élisabeth et Jeanne - Marcel André : M. Drouin, le juge d'instruction - Jacques Castelot : le docteur Jalabert - Juliette Faber : Marthe, l'infirmière - Jacqueline Porel : Françoise de P. - Gaby Bruyère : la femme du taxi - Meg Lemonnier : la secrétaire du docteur | - Alinda Kristensen : Mme Flament, la secrétaire de François - Yvonne Claudie : Marie, la bonne - Jean-Marc Tennberg : le liftier du Négresco - Maurice Bénard (non crédité) : le professeur Gaspéri - Paul Bonifas (non crédité) : le voyageur dans le train - Emma Lyonnel (non créditée) : Mme Lafitte, la joueuse de bridge - Henry Houry (non crédité) : le colonel joueur de bridge - Noël Darzal (non crédité) : un joueur de bridge - André Darnay (non crédité) : un joueur de bridge - Blanche Denège (non créditée) : une invitée - Geneviève Guitry (non créditée) : madame Jalabert |

## Autour du film
- La Vérité sur Bébé Donge est la troisième adaptation de Georges Simenon par Henri Decoin, après Les Inconnus dans la maison en 1942 et L'Homme de Londres en 1943.

- Danielle Darrieux raconte qu'elle a une préférence marquée pour ce film car c'est la première fois qu'on lui confiait un rôle différent de ceux auxquels elle était abonnée depuis ses jeunes débuts. Selon la comédienne, ce rôle est celui qui, en renouvelant son talent, lui permettra de poursuivre au cinéma. Elle considère que ce premier rôle dramatique qu'elle souhaitait tant, est celui « qui lui a donné sa carrière »[1]. Notons que c'est celui qui fut son mari (il ne l'était plus à l'époque), le metteur en scène Henri Decoin, qui le lui a donné.

## Sortie et accueil
Sorti en février 1952, La Vérité sur Bébé Donge ne rencontre pas un très grand succès populaire, se contentant de totaliser 1,2 million d'entrées durant son exploitation, dont un peu plus de 343 000 entrées sur Paris,. Malgré le peu de succès initial en salles, le long-métrage est depuis considéré par les générations suivantes comme l'un des films marquants de cette époque.

## Critique
- « Les années 1950 virent le cinéma recourir à l’œuvre de Georges Simenon, presque autant que la décennie précédente (ce film est la vingt-et-unième adaptation au cinéma d'un roman de Simenon !). Elles s’ouvrirent sur un coup d’éclat grâce à La Vérité sur Bébé Donge. Encore une réussite littéraire et encore une remarquable réalisation d’Henri Decoin, décidément bien inspiré par le romancier... La remarquable réussite de ce film doit beaucoup à l’interprétation hors pair du couple vedette Gabin-Darrieux et à la fidélité de l’adaptation (de Maurice Aubergé, scénariste de Jacques Becker). »[6]

- « Parce que c’est elle. Parce que c’est lui. Une chambre d’hôpital. Elle est à son chevet. Il se meurt. Elle l’a empoisonné. Il lui pardonne. Il meurt. Elle est arrêtée. Ils étaient mari et femme. Elle : amoureuse, naïvement, maritalement, moralement. Lui : volage, cyniquement, oublieusement, maritalement. Là où elle attendait une histoire d’amour, il lui donne son nom. Plus qu’un drame sentimental, un cauchemar terrifiant. Froid. Asphyxiant. L’incompréhension. Ténébreusement. Une perle noire mâtinée au flash-back ; brillante comme un éclair de lucidité. La vérité, c’est dégueulasse. »[7]